# Вірш-діалог
Вірш-діалог — поетичний жанр, у якому зображено спілкування двох осіб, на відміну від полілогу чи монологу. Вживається не лише з метою зіставити різні, подеколи полярні погляди чи розкрити порозуміння між ними, а й задля пошуку істини:
Перший голос:
У часи космічної ракети,
Кібернетики та інших див
За облавок викиньте, поети,
Допотопних ваших солов'їв!
Геть жбурніть симфонії та мрії,
Як ганчірку кидають за тин!
Хто мотор полагодити вміє,
Вартий більше, ніж знавець картин!
Другий голос:
Ця сперечка виникла не вчора,
Може, у печерній ще добі,
Але буть додатком до мотора
Для людини мало, далебі!
Як же так убого ви живете,
Чом так занепали ви, скажіть,
Щоб у дні космічної ракети
Солов'я не в силі зрозуміть? (Максим Рильський).
Вірш-діалог поширений у світовій поезії, зокрема в античній (еклога), у східній (дастан), вживається переважно як теза й антитеза. У такому вигляді він спостерігається й у народних піснях («А ми просо сіяли» та ін.).
У сучасній ліриці вірш-діалог набуває досить вишуканих форм:
 — Хіба то я?
 — То ти і я…
 — А може, то ми…
 — А може, то сніг…
 — То біла стіна…
 — Хіба то вечір?
 — То кохання…
 — То кохання…
 — То ти і я […] (М. Саченко).